# Омюр, Абдулкадир
Адбулкадир Омюр (тур. Abdülkadir Ömür; 25 июня 1999, Трабзон, Турция) — турецкий футболист, полузащитник клуба «Халл Сити» и сборной Турции.

## Карьера
Омюр родился в Трабзоне и является воспитанником «Трабзонспора» — команды из этого города. С сезона 2016/17 привлекается к тренировкам с основным составом. 17 декабря 2016 года дебютировал в турецком первенстве в поединке против «Истанбул Башакшехира», выйдя на замену на 82-й минуте вместо Сержа Акакпо. Всего в дебютном сезоне провёл два матча.
1 февраля 2024 года Омюр перешёл в английский клуб «Халл Сити» за нераскрытую сумму, подписав контракт на 3,5 года с опцией продления ещё на один год.
Является основным игроком юношеских сборных команд, был капитаном и играл в стартовом составе во всех возрастах. В 2016 году включен британским изданием The Guardian в список 60 самых талантливых молодых игроков мира. Играет на позиции плеймейкера, обладает хорошим пасом и видением поля. В качестве кумиров называет Месси и Иньесту.